# Stade Isidoro-Beaton
 (avril 2025).
Si vous disposez d'ouvrages ou d'articles de référence ou si vous connaissez des sites web de qualité traitant du thème abordé ici, merci de compléter l'article en donnant les références utiles à sa vérifiabilité et en les liant à la section « Notes et références ».
Le stade Isidoro Beaton est un stade de football situé à Belmopan au Belize. 
Le club de football Belmopan Blaze l'occupe durant le championnat du Belize de football.